# Zygmunt Kuźwa

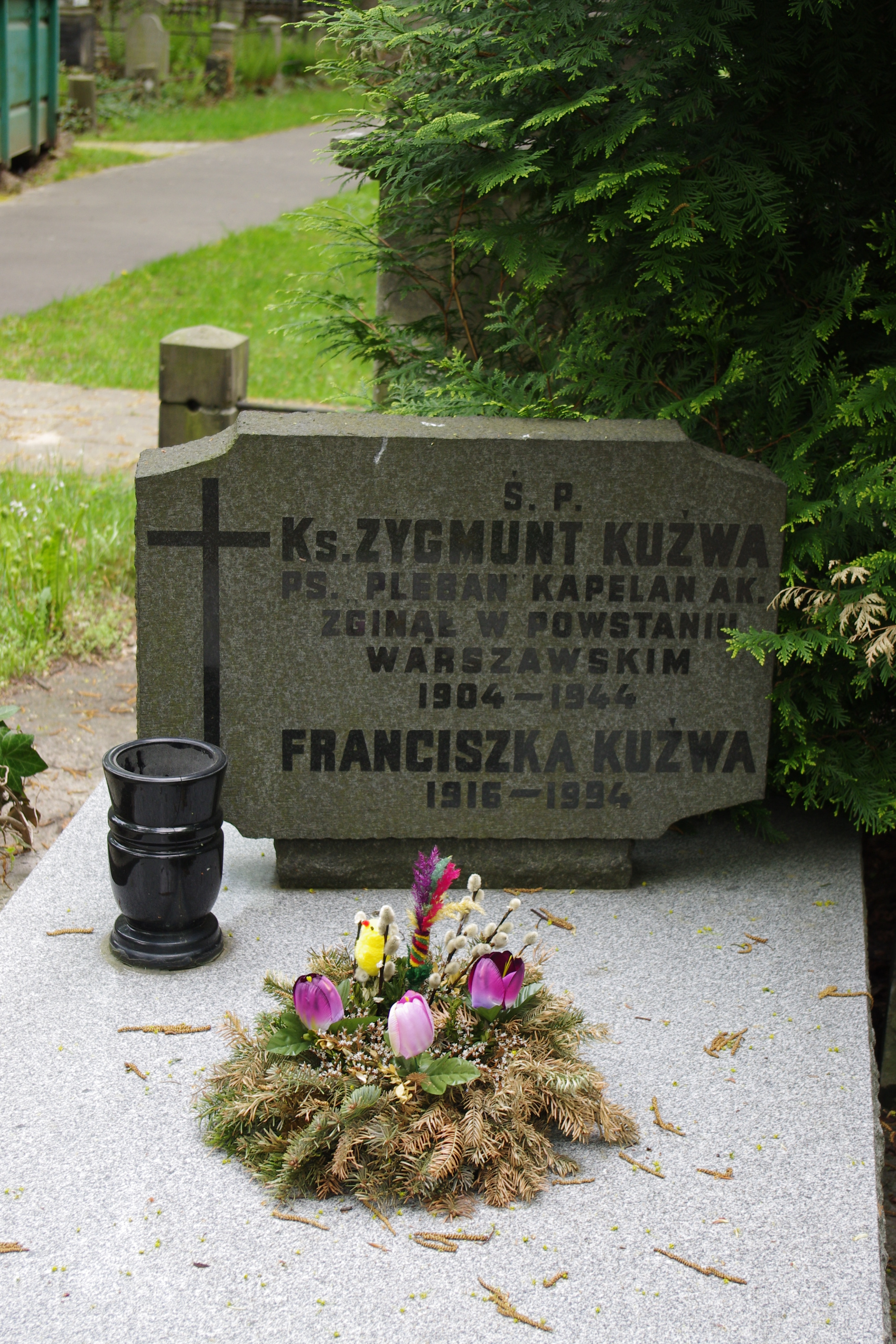
Grób ks. Zygmunta Kuźwy na Cmentarzu ewangelicko-augsburskim w Warszawie

Zygmunt Kuźwa (ur. 24 lipca 1904 w Warce, zm. 30 września 1944 w Warszawie) – polski duchowny Kościoła Ewangelicko-Augsburskiego w RP, ordynowany 26 marca 1933 w Łomży, kapelan i żołnierz powstania warszawskiego. Proboszcz parafii w Czerwionce w latach 1934-1936. Od 1 stycznia 1937 pełnił stanowisko proboszcza w parafii w Łomży.

## Życiorys
W 1933 ukończył studia na Wydziale Teologii Ewangelickiej Uniwersytetu Warszawskiego. Podczas wojny pracował jako urzędnik elektrowni warszawskiej. Przez cały okres okupacji aktywnie uczestniczył w podziemnym ruchu oporu, najpierw jako kapelan w plutonie walczącym na cmentarzu ewangelickim przy ul. Młynarskiej, następnie przedarł się na Stare Miasto, gdzie walczył jako zwykły powstaniec – pseudonim „Pleban”. Ze Starego Miasta przedarł się z innymi na Żoliborz, gdzie zginął w ostatnich dniach walk powstańczych. Pochowany na Cmentarzu Ewangelicko-Augsburskim przy ulicy Młynarskiej w Warszawie (aleja A, grób 15).